# Geoff Petrie
Geoffrey Michael Petrie, detto Geoff (Darby, 17 aprile 1948), è un ex cestista e dirigente sportivo statunitense, professionista nella NBA.

## Caratteristiche tecniche
Alto 193 cm per 86 kg di peso, poteva giocare sia come guardia che come ala, ed era molto preciso nei tiri dalla lunga distanza.

## Carriera
Giocò nella Springfield High School a Springfield, Pennsylvania e alla Princeton University.
Nel 1971, nel suo anno da rookie con i Portland Trail Blazers, ricevette il NBA Rookie of the Year Award insieme a Dave Cowens dei Boston Celtics con una media di 24,8 punti a partita.
Prima dei 54 punti di Damon Stoudamire nel 2005, Petrie deteneva inoltre il record dei Blazers di punti segnati in una partita, 51, che riuscì a mettere a segno ben due volte.

## Statistiche

### NBA

#### Regular Season
| Anno      | Squadra             | PG  | PT | MP   | TC%  | 3P% | TL%  | RP  | AP  | PRP | SP  | PP   |
| --------- | ------------------- | --- | -- | ---- | ---- | --- | ---- | --- | --- | --- | --- | ---- |
| 1970-1971 | Portland T. Blazers | 82  | -  | 37,0 | 44,3 | -   | 77,2 | 3,4 | 4,8 | -   | -   | 24,8 |
| 1971-1972 | Portland T. Blazers | 60  | -  | 35,9 | 41,7 | -   | 78,9 | 2,2 | 4,1 | -   | -   | 18,9 |
| 1972-1973 | Portland T. Blazers | 79  | -  | 39,7 | 46,4 | -   | 77,8 | 3,5 | 4,4 | -   | -   | 24,9 |
| 1973-1974 | Portland T. Blazers | 73  | -  | 38,4 | 48,1 | -   | 85,3 | 2,8 | 4,3 | 1,2 | 0,2 | 24,3 |
| 1974-1975 | Portland T. Blazers | 80  | -  | 38,9 | 45,6 | -   | 83,9 | 2,6 | 5,3 | 1,0 | 0,2 | 18,3 |
| 1975-1976 | Portland T. Blazers | 72  | -  | 35,5 | 46,1 | -   | 82,9 | 2,3 | 4,6 | 1,1 | 0,1 | 18,9 |
| Carriera  | Carriera            | 446 | -  | 37,6 | 45,5 | -   | 80,5 | 2,8 | 4,6 | 1,1 | 0,1 | 21,8 |

## Palmarès

### Giocatore
- NBA Rookie of the Year (1971)
- NBA All-Rookie First Team (1971)
- 2 volte NBA All-Star (1971, 1974)

### Dirigente
- 2 volte NBA Executive of the Year (1999, 2001)